# Kent Andersson
Kent Andersson (Landvetter, 1 augustus 1942 – aldaar, 29 augustus 2006) was een Zweeds motorcoureur. In de seizoenen 1973 en 1974 werd hij wereldkampioen in de 125cc-klasse.

| Yamaha stelde in de jaren zestig alles in het werk om de strijd met andere Japanse merken aan te gaan, in de 250cc-klasse tegen Honda en in de 125cc-klasse tegen Honda en Suzuki. Yamaha en Suzuki gebruikten daarvoor tweetaktmotoren, Honda viertaktmotoren. Die strijd vroeg om enorme investeringen: Yamaha en Suzuki bouwden 125- en 250cc-viercilinders, Honda zelfs 125cc-vijfcilinders en 250cc-zescilinders. In 1967 gaf Suzuki de strijd op en Honda volgde in 1968. Dat betekende dat Yamaha nu flink kon bezuinigen maar bij gebrek aan tegenstand toch sterk bleef in het wereldkampioenschap. In 1969 werden de machines dan ook veel eenvoudiger. De 125cc-Yamaha YZ 623 was een luchtgekoelde, zuigergestuurde tweecilinder met 24 pk, zijn voorganger Yamaha RA 31 A een watergekoelde viercilinder met roterende inlaten met 42 pk. Dezelfde verschillen bestonden tussen de nieuwe 250cc-Yamaha TD 2 en zijn voorganger RD 05 A. De steun voor coureurs werd ingeperkt. Hoewel enkele rijders nog als fabrieksrijder werden aangemerkt, zoals Kent Andersson en Rodney Gould, werd later steeds meer steun aan importeurs verstrekt. Zo kreeg Dieter Braun zijn Yamaha's via de Duitse importeur Mitsui, Jean Auréal via de Franse importeur Sonauto, Jarno Saarinen, Pentti Salonen en Teuvo Länsivuori via de Finse importeur Arwidson en Kent Andersson via de Zweedse importeur Hallman & Eneqvist. |

## Carrière
Kent Andersson reed zijn eerste kampioenschapsraces in Zweden en Denemarken toen hij negentien jaar oud was met een Monark. In 1962 kocht hij een 250cc-Bultaco die hem in staat stelde zijn talent te tonen. Nadat hij in 1965 Zweeds 250cc-kampioen werd, kreeg hij de international licentie om aan WK-races deel te nemen.

### 1966
Hoewel Andersson in het seizoen 1966 slechts aan drie GP's deelnam, reisde hij daarvoor soms ver: naar de GP van Spanje en zelfs zelfs naar de GP van Japan. Met Husqvarna reed hij vooral in de 250cc-klasse, maar soms ook in de 350- en de 500cc-klasse. In deze tijd kregen alleen de eerste zes finishers punten en Kent Andersson eindigde als twintigste in het 250cc-WK.

### 1968
In het seizoen 1968 reed hij een MZ RE 125 en een 250cc-Yamaha TD 1 C. In de openingsrace, de 250cc-Grand Prix van Duitsland, scoorde hij zijn eerste podiumplaats: derde achter Bill Ivy en Ginger Molloy. Hij eindigde het 125cc-WK als zeventiende en het 250cc-WK als achtste. 

### 1969
Andersson begon het seizoen 1969 met een Maico 125 RS en een 250cc-Yamaha TD 2, maar voor de TT van Assen en de Belgische Grand Prix kreeg hij het 125cc-prototype Yamaha YZ 623. Hij werd er tweede en vierde mee, maar met zijn Maico had hij ook al een tweede plaats gescoord en hij eindigde als vierde in de 125cc-klasse. Nu de Japanse merken geen fabrieksracers meer bouwden, kon Andersson met zijn TD 2-productieracer in de 250cc-klasse hoge ogen gooien. Kel Carruthers had een Benelli 250 4C viercilinder fabrieksmachine, maar Andersson won de GP van Duitsland en de GP van Finland en eindigde achter Carruthers als tweede in het 250cc-WK.

### 1970
In het seizoen 1970 werden 250cc-viercilinders verboden en daarmee was de dreiging van Benelli voorbij, maar nog niet die van Ossa. Daarmee was Santiago Herrero in 1969 hard op weg naar de wereldtitel, tot hij in de laatste wedstrijden achtervolgd werd door pech. Andersson was net als Rodney Gould fabrieksrijder voor Yamaha in de 250- en 350cc-klasse, maar de fabriekssteun brokkelde tijdens het seizoen af. In de 250cc-klasse was Santiago Herrero met zijn Ossa snel. Hij ging als WK-leider naar de TT van Man, maar verongelukte dodelijk. Andersson ging niet naar alle 250cc-GP's. Daar had Yamaha genoeg aan Rodney Gould, Phil Read, Jarno Saarinen  en wereldkampioen Kel Carruthers, die ook een Yamaha had. Als Andersson aan de start kwam stond hij meestal op het podium en hij won de laatste race, de Spaanse Grand Prix. Hij werd derde in de eindstand achter Gould en Carruthers. In de 350cc-klasse heerste Giacomo Agostini met zijn MV Agusta 350 3C, maar de viercilinder Benelli 350 4C bestond ook nog en werd bereden door Kel Carruthers en Renzo Pasolini. De Yamaha's finishten meestal ruim achter de Italiaanse viercilinders en de Yamaha-coureurs snoepten elkaar ook punten af. Toch werd Kent Andersson in de eindstand vierde als beste Yamaha-coureur. 

### 1971
In het seizoen 1971 werd Andersson door Yamaha ingezet in de 125- en 250cc-klassen. Hij kreeg de vernieuwde 125cc-Yamaha YZ 623 A en de 250cc-YZ 632, maar miste een groot deel van het seizoen door een gebroken sleutelbeen. Bovendien kon de YZ 623 A geen potten breken tegen de snellere Derbi van Ángel Nieto, Barry Sheene's vier jaar oude Suzuki RT 67 en de Maico 125 RS van Börje Jansson en Dieter Braun. 

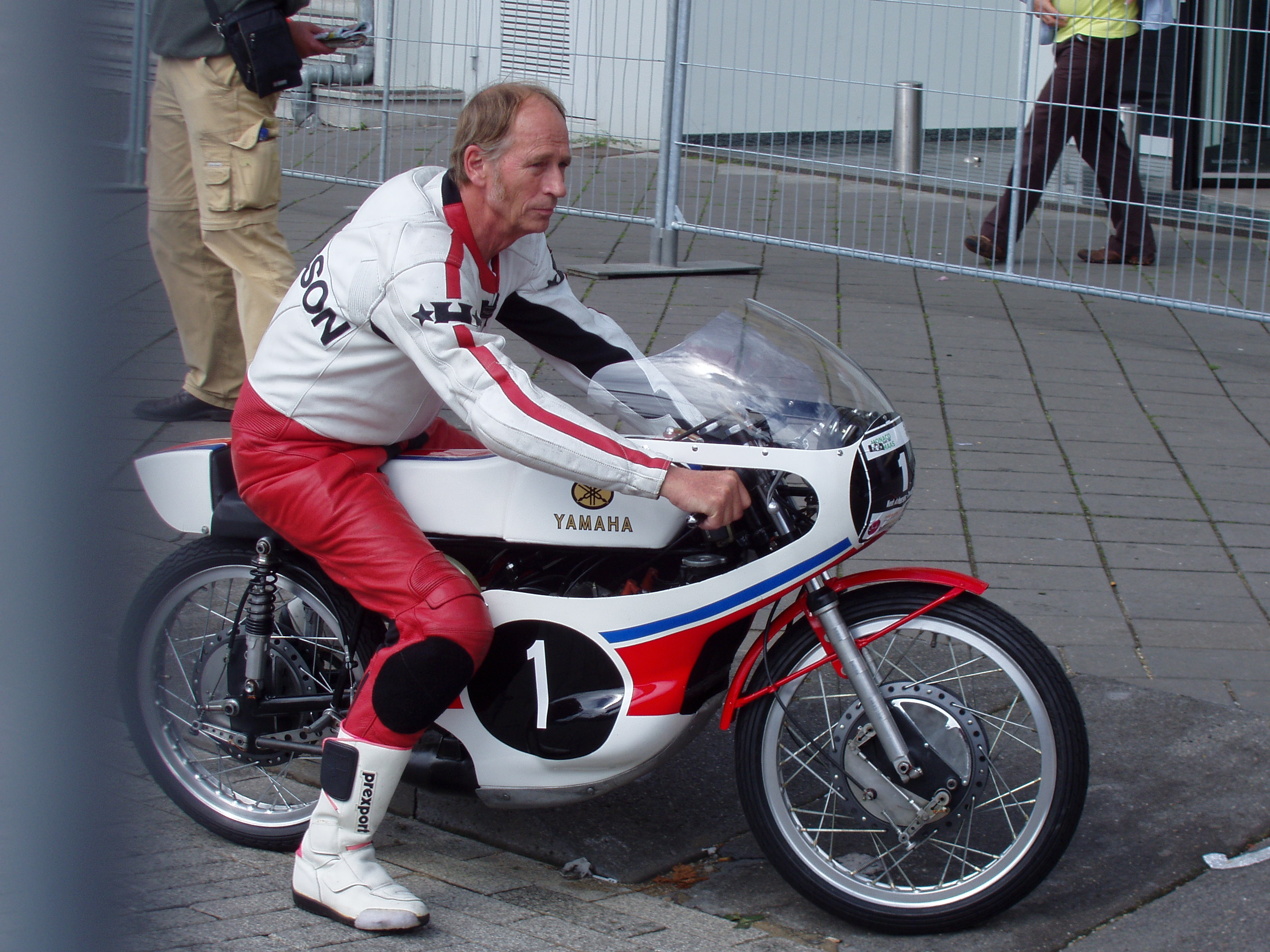
De meeste coureurs moesten hun productieracers aan het einde van het seizoen verkopen als aanbetaling voor het nieuwe model, terwijl de fabrieksracers teruggingen naar de fabriek. Andersson mocht zijn kampioensmachine uit 1973 houden en kreeg ook de bouwtekeningen, zodat hij eventuele vervangingsdelen kon (laten) namaken.

### 1972
In het seizoen 1972 kregen de Yamaha-coureurs geen officiële fabriekssteun meer. Alle steun verliep via de importeurs, maar de machines waren wel vernieuwd. Zowel de 125cc-YZ 623 C als de 250cc-YZ 635 hadden waterkoeling. In de eerste helft van het seizoen reed Andersson maar weinig WK-races. Gilberto Parlotti (Morbidelli) ging als 125cc-WK-leider naar de TT van Man, tegen de zin van teamleider Giancarlo Morbidelli die het circuit te gevaarlijk vond. Parlotti verongelukte dodelijk tijdens de Lightweight 125 cc TT. Andersson won de 125cc-GP van Joegoslavië, maar viel in de TT van Assen uit. Zijn belangrijkste tegenstander was nu Ángel Nieto (Derbi), maar als Nieto uitviel wist Andersson daar niet van te profiteren omdat Maico-rijder en landgenoot Börje Jansson ook sterk reed. In de Zweedse Grand Prix finishte Andersson slechts 0,3 seconde achter Nieto en in de Finse GP versloeg hij hem. Dat gebeurde ook in de 125cc-race van de GP van Spanje, maar toen had Nieto aan de derde plaats genoeg voor zijn wereldtitel. In de 250cc-klasse scoorde Andersson slechts twee podiumplaatsen. Zijn vriend en merkgenoot Jarno Saarinen werd wereldkampioen, maar ook Renzo Pasolini gooide hoge ogen met de nieuwe Aermacchi tweetakt. In Spanje kreeg Andersson ook een 50cc-Van Veen-Kreidler om Jan de Vries te helpen. Het ging erom Nieto van de overwinning af te houden, maar dat mislukte. Nieto won en werd wereldkampioen, de Vries werd tweede maar Andersson werd knap derde om een machine die hij niet kende. 

### 1973 (eerste wereldtitel)
In het wereldkampioenschap wegrace 1973 reed Andersson in de 125- en de 350cc-klasse, maar met nieuwe motorfietsen. Hoewel Derbi niet meer deelnam, was de nieuwe 125cc-Yamaha OW 15 ook echt snel. Dat bleek vooral in de GP van Oostenrijk, toen Börje Jansson als enige in dezelfde ronde finishte. Zelfs Nieto (nu op Morbidelli) kreeg een ronde achterstand. Toen had Andersson al de GP van Frankrijk gewonnen en hij won ook de GP van Duitsland, de GP des Nations en de GP van Joegoslavië. Tijdens de TT van Assen moest hij een stop maken om bougies te wisselen, maar tijdens zijn inhaalrace viel hij en brak hij een been. Hij moest twee races overslaan, maar wilde in de Zweedse Grand Prix voor eigen publiek rijden. Met een omzwachteld been werd hij tweede. Ook in de GP van Finland had hij nog steeds last van zijn enkel, maar hij werd opnieuw tweede. Hij was nu zeker van zijn wereldtitel en sloeg de laatste race over om zijn been rust te gunnen. In de 350cc-klasse met de eveneens nieuwe Yamaha OW 16 scoorde hij slechts een enkele podiumplaats en eindigde hij als zesde. 

### 1974 (tweede wereldtitel)
In het seizoen 1974 concentreerde Andersson zich opnieuw op de 125cc-klasse met de Yamaha OW 15. Bruno Kneubühler kreeg ook een OW 15 om hem te ondersteunen. Yamaha had in 1974 in de 125cc-klasse geen echte concurrentie. Andersson won de GP van Frankrijk, in de GP van Oostenrijk reed hij voor de tweede keer het hele veld op een na (Ángel Nieto) op een ronde. In de GP des Nations werd hij ondanks een val tweede. In de TT Assen werd hij ondanks een keelontsteking derde en in de GP van België tweede. Daarna volgden drie overwinningen: Zweden, Tsjecho-Slowakije en Joegoslavië. Andersson werd opnieuw wereldkampioen met teamgenoot Kneubühler als tweede. In de 250cc-klasse wonnen de Yamaha-rijders wel enkele GP's maar steeds iemand anders (Andersson won de 250cc-GP van België). Aermacchi-Harley-Davidson had deze concurrentie niet: Walter Villa won vier GP's en werd wereldkampioen, Andersson eindigde als achtste.

### 1975
In het seizoen 1975 won Andersson de GP van Frankrijk, maar daarna won Paolo Pileri (Morbidelli) zeven races op rij. Pileri werd wel geholpen door teamgenoot Pier Paolo Bianchi, die duidelijke stalorders had. De Mobidelli's waren zo snel, dat toen beide rijders geblesseerd raakten Dieter Braun en Luigi Conforti fabrieksmachines kregen om Andersson van de punten af te houden, ze eerste en tweede werden. Kent Andersson werd de beste Yamaha-rijder, maar eindigde het WK als derde. Dit was het moment dat de Zuid-Europese merken de hegemonie in de 125cc-klasse overnamen tot en met het seizoen 1989. 

### 1976
In het seizoen 1976 probeerde Yamaha het tij nog te keren door de 125cc-OW 37 te ontwikkelen, een watergekoelde eencilinder die nooit in het WK uitkwam. Kent Andersson werd aan het begin van het seizoen gemist. Er gingen geruchten dat hij in België werkte en pas in de TT van Assen verscheen hij aan de start, met een machine die "Yamaha eigenbouw" genoemd werd, waarschijnlijk zijn aangepaste OW 15. Hij viel uit met een defecte versnellingsbak. Hij kwam naar de GP van België, maar gaf aan zijn carrière te beëindigen en stelde zijn motor ter beschikking aan landgenoot Leif Gustafsson. 

## Yamaha Motor NV
In 1976 ging Kent Andersson voor Yamaha Motor NV in Amsterdam werken. Daar werd hij projectleider voor de ontwikkeling van de Yamaha 350 driecilinder. Het project ging buiten de Yamaha-fabriek om. Het was een idee van Ferry Brouwer, Jerry van der Heiden en de directeur van Yamaha Motor NV Minoru Tanaka. Andersson werkte samen met zijspanrijder Rudi Kurth en Trevor Tilbury. De driecilinder was in feite een Yamaha TZ 250 met een derde cilinder en een aangepaste boring-slagverhouding. Aanvankelijk zat de motor in een Yamaha TZ 350-frame, maar de extra cilinder stak te ver uit en raakte de grond in bochten. Daarom bouwden zowel Nico Bakker als Spondon Engineering nieuwe frames. In het seizoen 1977 werden de driecilinders gebruikt door Giacomo Agostini en Takazumi Katayama. Agostini stapte al snel over naar de normale Yamaha TZ 350 D, maar Katayama gebruikte de driecilinders het hele seizoen op niet al te bochtige circuits en werd in dat jaar wereldkampioen 350 cc. 

## Latere carrière
Na zijn professionele loopbaan bleef Kent Andersson zich toch af en toe met motorsport bezig houden. In 1995 werd hij op 53-jarige leeftijd Supermono-kampioen van Zweden. Later richtte hij zich op het rijden van classic races. In het Yamaha Classic Racing Team van Ferry Brouwer reed hij demonstratiewedstrijden met oud-collega's als Giacomo Agostini, Svend Andersson, Steve Baker, Dieter Braun, Kel Carruthers, Michelle Duff, Rodney Gould, Pentti Korhonen, Jan Kostwinder, Carlos Lavado, Chas Mortimer, Akiyasu Motohashi, Phil Read, Tommy Robb en Jos Schurgers. Hij werkte ook voor Swedish Eurosport als expert/commentator bij motorraces.

## Overlijden
Kent Andersson, door velen beschouwd als de beste Zweedse motorcoureur aller tijden, overleed plotseling op 64-jarige leeftijd in 2006.

## Wereldkampioenschap wegrace resultaten
| Puntentelling | 1e | 2e | 3e | 4e | 5e | 6e | 7e | 8e | 9e | 10e |
| ------------- | -- | -- | -- | -- | -- | -- | -- | -- | -- | --- |
| 1950-1968:    | 8  | 6  | 4  | 3  | 2  | 1  |    |    |    |     |
| 1969-1978:    | 15 | 12 | 10 | 8  | 6  | 5  | 4  | 3  | 2  | 1   |

(Races in vet zijn polepositions; races in cursief geven de snelste ronde aan, punten (tussen haakjes) zijn inclusief streepresultaten)
| 1966 | 250 cc | Privé    | Husqvarna         | SPA 5 | DUI -   | FRA -   | NED - | BEL -   | DDR -   | TSL -   | FIN 6   | ULS -   | IOM -   | NAT -  | JAP 6   |         | 4        | 20e | 0 | Mike Hailwood, Honda RC 166          |
| 1966 | 350 cc | Privé    | Husqvarna         |       | DUI -   | FRA -   | NED - |         | DDR -   | TSL -   | FIN -   | ULS -   | IOM -   | NAT -  | JAP 6   |         | 1        | 25e | 0 | Mike Hailwood, Honda RC 173          |
| 1966 | 500 cc | Privé    | Husqvarna         |       | DUI -   |         | NED - | BEL -   | DDR -   | TSL -   | FIN DNF | ULS -   | IOM -   | NAT -  |         |         | 0        | -   | 0 | Giacomo Agostini, MV Agusta 500 4C   |
| 1968 | 125 cc | Privé    | MZ RE 125         | DUI 5 | SPA -   | IOM -   | NED - |         | DDR -   | TSL -   | FIN 8   | ULS -   | NAT 13  |        |         |         | 2        | 17e | 0 | Phil Read, Yamaha RA 31 A            |
| 1968 | 250 cc | Privé    | Yamaha TD 1 C     | DUI 3 | SPA -   | IOM -   | NED - | BEL 6   | DDR -   | TSL -   | FIN -   | ULS 6   | NAT -   |        |         |         | 6        | 8e  | 0 | Phil Read, Yamaha RD 05 A            |
| 1969 | 125 cc | Privé    | Maico 125 RS      | SPA 2 | DUI -   | FRA -   | IOM - |         |         | DDR 7   | TSL -   | FIN -   |         | NAT -  | ADR -   |         | 36       | 4e  | 0 | Dave Simmonds, Kawasaki KA-1         |
| 1969 | 125 cc | Yamaha   | Yamaha YZ 623     |       |         |         |       | NED 2   | BEL 4   |         |         |         |         |        |         |         | 36       | 4e  | 0 | Dave Simmonds, Kawasaki KA-1         |
| 1969 | 250 cc | Privé    | Yamaha TD 2       | SPA 2 | DUI 1   | FRA 3   | IOM - | NED 7   | BEL 4   | DDR 4   | TSL 7   | FIN 1   | ULS 2   | NAT 3  | ADR 3   |         | 84 (108) | 2e  | 2 | Kel Carruthers, Benelli 250 4C       |
| 1970 | 250 cc | Yamaha   | Yamaha TD 2       | DUI - | FRA DNF | ADR 2   | IOM - | NED -   | BEL 5   | DDR 3   | TSL 2   | FIN 2   | ULS DNF | NAT -  | SPA 1   |         | 67       | 3e  | 1 | Rodney Gould, Yamaha TD 2            |
| 1970 | 350 cc | Yamaha   | Yamaha TR 2       | DUI - |         | ADR DNF | IOM - | NED 5   |         | DDR 5   | TSL 2   | FIN 2   | ULS DNF | NAT -  | SPA 3   |         | 44       | 4e  | 0 | Giacomo Agostini, MV Agusta 350 3C   |
| 1971 | 125 cc | Yamaha   | Yamaha YZ 623 A   | OOS - | DUI 3   | IOM -   | NED - | BEL -   | DDR -   | TSL -   | ZWE 3   | FIN -   |         | NAT 7  | SPA 5   |         | 30       | 9e  | 0 | Ángel Nieto, Derbi                   |
| 1971 | 250 cc | Yamaha   | YZ 632            | OOS 4 | DUI 5   | IOM -   | NED - | BEL -   | DDR -   | TSL -   | ZWE DNF | FIN -   | ULS -   | NAT 12 | SPA -   |         | 14       | 14e | 0 | Phil Read, Yamaha YZ 635             |
| 1972 | 50 cc  | Van Veen | Van Veen-Kreidler |       |         |         |       |         |         |         |         |         |         |        |         | SPA 3   | 10       | 12e | 0 | Ángel Nieto, Derbi                   |
| 1972 | 125 cc | Yamaha   | Yamaha YZ 623 C   | DUI 5 | FRA -   | OOS 3   | NAT - | IOM -   | JOE 1   | NED DNF | BEL 3   | DDR 3   | TSL 3   | ZWE 2  | FIN 1   | SPA 1   | 87 (103) | 2e  | 3 | Ángel Nieto, Derbi                   |
| 1972 | 250 cc | Yamaha   | Yamaha YZ 635     | DUI - | FRA -   | OOS DNF | NAT - | IOM -   | JOE 3   | NED -   | BEL 7   | DDR 5   | TSL 10  | ZWE 4  | FIN 3   | SPA DNF | 39       | 7e  | 0 | Jarno Saarinen, Yamaha YZ 635        |
| 1973 | 125 cc | Yamaha   | Yamaha OW 15      | FRA 1 | OOS 1   | DUI 1   | NAT 1 | IOM -   | JOE 1   | NED DNF | BEL DNS | TSL DNS | ZWE 2   | FIN 2  | SPA DNS |         | 99       | 1e  | 5 | Kent Andersson, Yamaha OW 15         |
| 1973 | 350 cc | Yamaha   | Yamaha OW 16      | FRA 5 | OOS 7   | DUI DNF | NAT 3 | IOM -   | JOE 4   | NED 6   |         | TSL DNS | ZWE 13  | FIN 6  | SPA DNS |         | 38       | 6e  | 0 | Giacomo Agostini, MV Agusta 350 3C   |
| 1974 | 125 cc | Yamaha   | Yamaha OW 15      | FRA 1 | DUI DNS | OOS 1   | NAT 1 |         | NED 3   | BEL 2   | ZWE 1   |         | TSL 1   | JOE 1  | SPA 4   |         | 87 (117) | 1e  | 5 | Kent Andersson, Yamaha OW 15         |
| 1974 | 250 cc | Yamaha   | Yamaha OW 17      |       | DUI DNS |         | NAT 5 | IOM -   | NED DNF | BEL 1   | ZWE DNF | FIN 4   | TSL 6   | JOE -  | SPA -   |         | 34       | 8e  | 1 | Walter Villa, Harley-Davidson RR 250 |
| 1974 | 350 cc | Yamaha   | Yamaha TZ 350 B   | FRA - | DUI -   | OOS DNF | NAT - | IOM -   | NED -   |         | ZWE -   | FIN DNF |         | JOE -  | SPA -   |         | 0        | -   | 0 | Giacomo Agostini, Yamaha OW 16       |
| 1975 | 125 cc | Yamaha   | Yamaha OW 15      | FRA 1 | SPA 2   | OOS 4   | DUI 3 | NAT DNF |         | NED DNF | BEL 3   | ZWE 4   |         | TSL 2  | JOE 4   |         | 67 (83)  | 3e  | 1 | Paolo Pileri, Morbidelli             |
| 1976 | 125 cc | Privé    | Yamaha OW 15      |       | OOS -   | NAT -   | JOE - | IOM -   | NED DNF |         |         |         |         |        |         |         | 0        | -   | 0 | Pier Paolo Bianchi, Morbidelli       |

## Trivia

### Geld verdienen
Zoals de meeste coureurs in de jaren zeventig verdiende Andersson zijn geld niet in WK-races. De start- en prijzengelden waren daar laag omdat de coureurs toch wel kwamen. Bij internationale races, soms tussen de GP's door, maar vaak ook in plaats van GP's, was wel veel geld te verdienen. Organisatoren moesten hoge startgelden betalen om sterren aan de start te krijgen, maar ook hoge prijzengelden in het vooruitzicht stellen. Op 23 oktober 1972 won Kent Andersson een internationale 750cc-race in de buurt van Parijs, waar hij onder meer Giacomo Agostini, Renzo Pasolini en Barry Sheene versloeg. Hij verdiende die dag genoeg om de helft van zijn huis te betalen.

### Witte Reus
De Nederlandse coureur Wil Hartog kreeg de bijnaam "Witte Reus" omdat hij in een wit motorpak reed. De inspiratie daarvoor kwam van de witte kleding van Kent Andersson.